# Шишмишев цвет
  је вишегодишња зељаста биљка из породице бљуштева (Dioscoreaceae). Нарасте до 90 цм висине из пузајућег ризома. Листови су велики, јајасти, маслинастозелени, глатки и сјајни, дуги 20-60 цм, широки 7-14 цм, налазе се на око 10-30 цм дугим листовима. Цветови су усправни, надвисују листове, тамно љубичастосмеђи до скоро црни, скупљени су по 2-25 у цвасти, а окружују их карактеристични крупни приперци. Прашници су исте боје, висећи, имају врло дуге прашничке нити, дужине и до 25 цм. Цвате од јуна до новембра. Плодови су бобице око 3 цм величине које садрже бројно мало семе.

## Станиште
Распрострањена је у југоисточној Азији (јужна Кина, Тајланд, Малезија, Вијетнам, Индија, Мјанмар). Природно расте у шумама и уз реке од ниског брдског до претпланинског појаса. Одговарају му сеновита, топла мјеста високе влаге заштићена од сунца и ветра, добро дренирана земља богата хумусом. Лети биљци одговара температура 25-28 °C, зими пожељно не испод 15 °C, премда може издржати температуре до 4 °C. Размножавање се врши младим избојима у пролеће. Цвета након 2-3 године.

## Етимологија
Назив рода Tacca потиче од индонезијске речи taka laoet што је назив за сродну врсту (Tacca leontopetaloides) чији су гомољи важна прехрамбена намирница тамошњих људи, поготово на Хавајима. Име врсте chantrieri дано је у част познатог расадничара Кантријера Фререса. На страним језицима називи су (енгл. black bat flower),,,, (словен. tigrovi brki).